# حیزر
حیزر (به عربی: حیزر) یک شهرداری در الجزایر است که در ناحیه حیزر واقع شده‌است. حیزر ۲۰٬۶۶۹ نفر جمعیت دارد.